# Myosurus cupulatus
Myosurus cupulatus är en ranunkelväxtart som beskrevs av S. Wats.. Myosurus cupulatus ingår i släktet råttsvansar, och familjen ranunkelväxter. Inga underarter finns listade i Catalogue of Life.